# Smal klintspetsvivel
Smal klintspetsvivel (Apion armatum) är en skalbaggsart som beskrevs av Gerstaecker 1854. Smal klintspetsvivel ingår i släktet Apion, och familjen spetsvivlar. Arten är reproducerande i Sverige.